# Carl von Clausewitz
Carl Philipp Gottfried von Clausewitz, geboren als Carl Philipp Gottfried  Claußwitz (Burg, 1 juni 1780 - Breslau, 16 november 1831) was een Pruisische generaal en militaire theoreticus. Hij is befaamd van het standaardwerk Vom Kriege waarin hij stelt dat oorlogvoering slechts een voortzetting [is] van politiek bedrijven met andere middelen.

## Biografie
Op twaalfjarige leeftijd begon hij zijn militaire loopbaan als Fahnenjunker (cadet). In 1793 en 1794 diende hij als vaandrig in een Pruisisch regiment tijdens de Eerste Coalitieoorlog. In 1801 ging hij naar de Kriegsschule in Berlijn, waar hij tot 1803 bleef. Hij trok daar de aandacht van de directeur Gerhard von Scharnhorst, die hem gedurende zijn carrière welwillend ondersteunde.
In 1806 werd hij aide-de-camp van August von Preußen. Hij raakte gewond tijdens de Vierde Coalitieoorlog en werd als krijgsgevangene naar Frankrijk gevoerd. In 1807 kwam hij weer vrij en in 1809 werd hij opgenomen in de staf van generaal Scharnhorst, die op dat moment verantwoordelijk was voor de hervorming van het Pruisische leger. In 1810 werd Clausewitz bevorderd tot majoor, tevens huisleraar van de Pruisische prinsen onder wie de latere keizer Wilhelm I. In 1812 ging hij met andere Pruisische officieren in Russische dienst, waarbij hij onder andere verantwoordelijk werd voor de coördinatie van activiteiten met Blücher. Hij trad toe tot het keizerlijk Russisch-Duits Legioen.
In 1815 werd het legioen ingelijfd bij het Pruisische leger en trad hij dus weer in Pruisische dienst. Hij werd stafchef van generaal Johann von Thielmann en bevocht Grouchy in de slag bij Waver op 18 juni 1815. In 1818 werd hij als generaal-majoor directeur van de Krijgsschool. In 1827 werd hij in de adelstand verheven. In 1830 werd hij benoemd tot inspecteur van de artillerie in Breslau. Bij de opstand in Congres-Polen werd hij als chef-staf van het Observationskorps onder maarschalk Gneisenau naar Posen gestuurd. Na de ontmanteling van het Observationskorps in 1831 keerde hij terug naar Breslau, waar hij overleed aan cholera.

## Publicaties
Zijn bekendste boek Vom Kriege werd postuum gepubliceerd door zijn weduwe, gravin Marie Sophie von Brühl. In het boek onderzoekt hij hoe politiek en oorlog — die hij als gescheiden zag — met elkaar in verband staan. Tegenwoordig wordt zijn boek nog steeds gebruikt voor strategisch management.

## Trivia
Het codewoord Fall Clausewitz werd door Hitler gebruikt in de laatste dagen van de Tweede Wereldoorlog en gaf opdracht tot het uitvoeren van een "noodplan" om zo veel mogelijk schade toe te brengen aan de Duitse infrastructuur en industrie, opdat de geallieerden daarbij geen baat konden hebben; een variant op de tactiek van de verschroeide aarde.

## Militaire loopbaan
- Fahnenjunker: 1792[2]
- Leutnant: 1795[2]
- Oberleutnant:
- Hauptmann:
- Major: 1810
- Oberstleutnant:
- Oberst:
- Generalmajor: september 1818[2][5]

## Bron
- Paul Roques, Le général de Clausewitz. Sa vie et sa théorie de la guerre, Editions Astrée, Paris, 2013, 160 p.